# Lijst van vlaggen van Uruguay
Dit is een lijst van vlaggen van Uruguay.

## Nationale vlag (perFIAV-codering)
|          | Civiele vlag | Staatsvlag | Oorlogsvlag |
| -------- | ------------ | ---------- | ----------- |
| Te land  | · ?          | · ?        | · ?         |
| Te water | · ?          | · ?        | · ?         |

## Militaire vlaggen
De oorlogsvlag is reeds in de eerste tabel te vinden.
| Vlag                             | Periode | Functie                          | Beschrijving                                                                              |
| -------------------------------- | ------- | -------------------------------- | ----------------------------------------------------------------------------------------- |
| Geus van de Uruguayaanse marine. |         | Geus van de Uruguayaanse marine. | Een witte vlag met een blauw andreaskruis met in het midden de zon uit de nationale vlag. |

## Vlaggen van politieke partijen
| Vlag                                                           | Periode | Functie                                                        | Beschrijving                                                        |
| -------------------------------------------------------------- | ------- | -------------------------------------------------------------- | ------------------------------------------------------------------- |
| Vlag van de Coloradopartij.                                    |         | Vlag van de Coloradopartij.                                    | Een rood veld met een zon in de linkerbovenhoek.                    |
| Vlag van de Encuentro Progresista-Frente Amplio-Nueva Mayoría. |         | Vlag van de Encuentro Progresista-Frente Amplio-Nueva Mayoría. | Een horizontale driekleur in de kleuren rood (boven), blauw en wit. |
| Vlag van de Nationale Partij.                                  |         | Vlag van de Nationale Partij.                                  | Twee gelijke horizontane banen in de kleuren wit (boven) en blauw.  |